# حجة التجربة الدينية

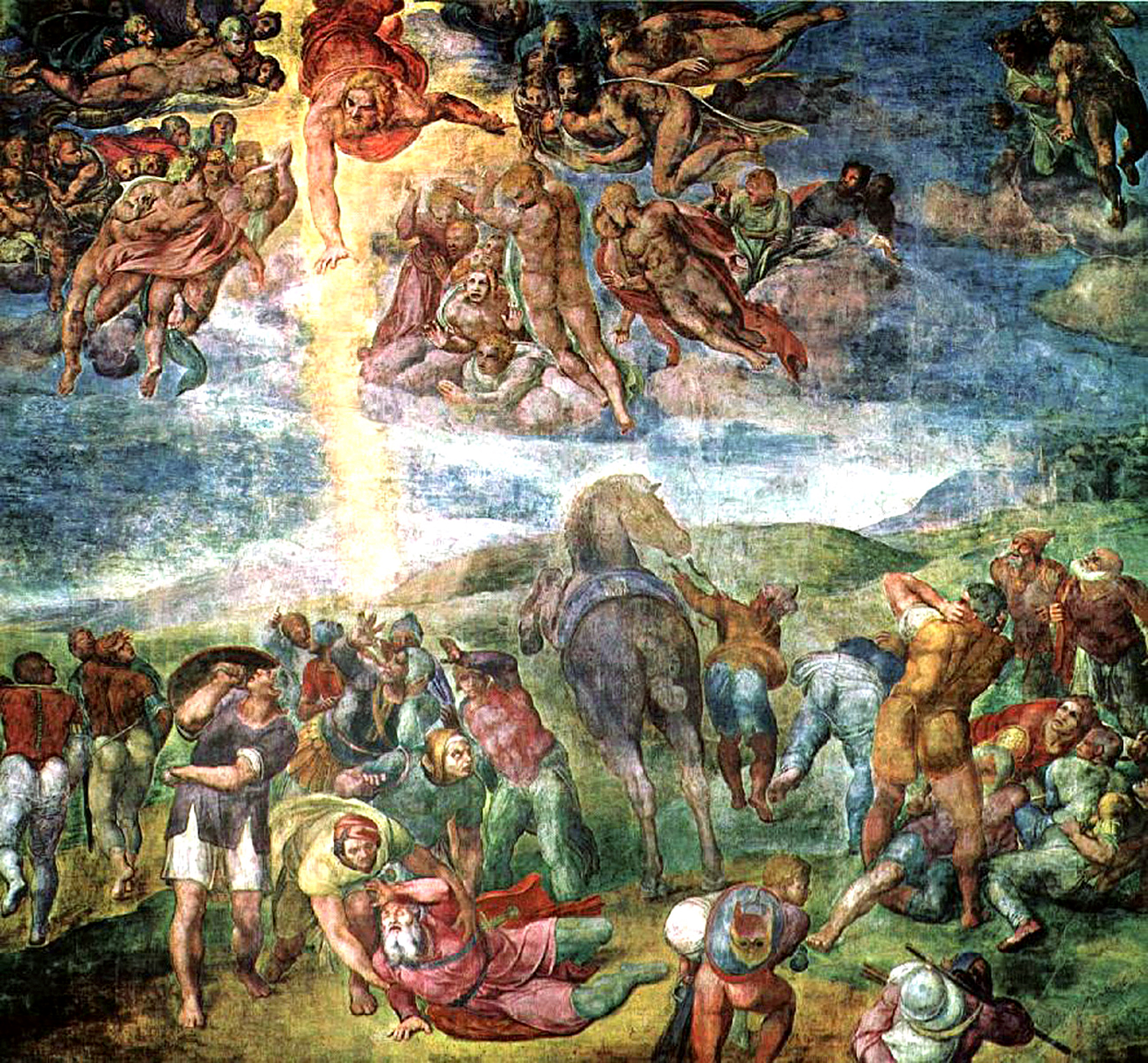

حجة التجربة الدينية هي حجة لوجود الله. فترى أن أفضل تفسير للتجارب الدينية الذاتية أنها تشكل تجربة حقيقية أو تصورًا لحقيقة إلهية. تم تقديم أسباب مختلفة لصالح هذه الحجة وضدها. المدافعان المعاصران عن الحجة هما أليستر هاردي (ت 1985) ودينيش دسوزا. ورغم أن العالم الإسلامي أبو حامد الغزالي يعتبر التجربة الدينية مصدر رئيسي للمعرفة، لكنه يرفض الاعتماد عليها مطلقًا لأن «الباطن لا ضابط له»

## خلاصة الحجة
في الجوهر، بنية الحجة هي كما يلي:
1. توجد أسباب وجيهة للاعتقاد بأن دعاوى التجربة الدينية تدل على الحقائق الروحية الموجودة، وتثبتها بطريقة تتخطى المظهر المادي؛
2. وفقًا للنزعة المادية، لا يوجد شيء بطريقة تتجاوز المظهر المادي؛
3. وفقًا للإيمان التقليدي، يمنح الله البشر قدرة (قد تكون غير كاملة) على إدراك الحقائق الدينية والروحية و/أو المتجاوزة من خلال التجارب الدينية والروحية و/أو المتجاوزة.
4. إلى الحد الذي تقبل فيه الفرضية 1، لذلك، فإن الإيمان أكثر منطقية من النزعة المادية.

نظرًا لأن البيانات من 2 إلى 4 تعامل عمومًا على أنها لا تثير الجدل، تميل المناقشة إلى التركيز على الفرض الأول.

### الأسباب المقترحة لقبول فرضية
بعض الحجج الرئيسية التي قدمت لصالح الفرضية تشمل:
- تشير أعداد كبيرة جدًا من الناس العاديين إلى أنهم مروا بهذه التجارب، رغم أن هذا لا يعني أن المؤمنين الدينيين ليسوا عاديين. [بحاجة لتوضيح] [3] وسجلت هذه التجارب في جميع الثقافات المعروفة تقريبًا.
- غالبًا ما يكون لهذه التجارب آثار مهمة جدًا على حياة الناس، وغالبًا ما تتسبب في أفعال التضحية بالنفس المتطرفة بما يتجاوز بكثير ما تتوقعه الحجج التطورية.
- غالبًا ما تبدو هذه التجارب حقيقية جدًا للأشخاص المعنيين، وغالبًا ما يتم الإبلاغ عنها على أنها يشاركها عدد من الأشخاص.[4] على الرغم من أن الأوهام الجماعية ليست مستبعدة، إلا أن المرء يحتاج إلى أسباب مقنعة لاستدعاء هذا التفسير.
- يقترح سوينبرن أنه، كمبدأين أساسيين للعقلانية، يتعين علينا أن نعتقد أن الأمور هي كما تبدو عليه، ما لم، وإلى أن يكون لدينا دليل على أنها خاطئة (مبدأ البساطة)، وأن أولئك الذين ليس لديهم تجربة من نوع معين يجب أن نصدق الآخرين الذين يقولون أنهم يفعلون في غياب أدلة على الخداع أو الوهم (مبدأ الشهادة) وبالتالي، إن كان لديك سبب قوي لتعليل نفي وجود الله، فسوف تستبعد هذه التجارب، أما في الحالات الأخرى يجب أن يفسر هذا كدليل على وجود الله.[5]

### الأسباب المقترحة للطعن في الفرضية
من ناحية أخرى، تم عرض الأسباب التالية لرفض الفرضية:
- قد تكون التجارب الدينية إشارات خاطئة لآليات متطورة تم اختيارها لأسباب مختلفة للغاية.[6]
- يعتقد أن بعض التجارب الدينية قد حدثت فقط على أساس النصوص الدينية مثل الكتاب المقدس، ولكن هذه النصوص ذات دقة تاريخية مختلف فيها.[7]
- من المتصور أن بعض التجارب الدينية المزعومة هي أكاذيب، ربما يتم تنفيذها من أجل لفت الاهتمام أو القبول.[8]
- حجة من الوحي غير المتسق: كان لدى أشخاص مختلفون، أو اعتقدوا أن لديهم، تجارب دينية تشير إلى حقيقة الديانات المختلفة. ولا يمكن أن تكون كل هذه صحيحة. سلط كرامر الضوء على وجود صلة بين حجج التجربة الدينية وتبرير الاستقامة الذاتية (تصور التفوق على أولئك الذين لا يتلقون العناية الإلهية).[9] في كتابه اليقظة: الروحانية دون دين Waking Up: A Guide to Spirituality Without Religion، أعطى داعية الإلحاد الجديد سام هاريس قيمة كبيرة للتجارب الدينية، لكنه أنكر إمكانية استنباط الحقائق الكونية منها بطريقة عقلانية، مما يبدي سبب تقديم الأديان المختلفة تفسيرات غير متوافقة للتجارب.[10] تقترح مقالة في موسوعة ستانفورد للفلسفة بقلم مارك ويب إجابتين على الحجة: افتراض نواة مشتركة للتجارب الموصوفة بعد ذلك بتفاصيل مختلفة، أو قبول تجارب تقليد الفرد على أنها دقيقة مع رفض تجارب الآخرين على أنها غير دقيقة.[8]
- لقد قيل إن التجارب الدينية ليست أكثر من هلوسة تهدف إلى تحقيق الرغبات النفسية الأساسية للخلود، والغاية، وما إلى ذلك. اعتبر سيغموند فرويد، على سبيل المثال، أن الله مجرد «وهم» نفسي[11] أنشأه العقل، بدلًا من الكيان الحالي الفعلي. وقد تستند هذه الحجة النافية إلى حقيقة أنه بما أننا نعرف بعض المؤمنين الذين تكون هذه الحجة صحيحة عندهم (أي تقاريرهم عن التجارب الدينية ليست أكثر من أوهام)، فنفترض أنه ربما تكون كل هذه التقارير مجرد أوهام.

## تركيبات بديلة
طور الفيلسوفان التحليليان الأمريكيان ألفين بلانتينغا ووليام ألستون حججًا لقبول المعرفة المكتسبة من التجربة الدينية بناءً على رسم مقارنات مع المعرفة المكتسبة من التجربة المنطقية. في كلتا الحالتين طبقا حججهما على التجارب الدينية المسيحية، لكنهم يقبلون أنها قد تنطبق بالتساوي على التجارب الدينية الأخرى.
يجادل بلانتينغا بأنه مثلما تُعتبر المعرفة المكتسبة من تجربة الإحساس أساسية بشكل صحيح على الرغم من كونها غير مدعومة على أساس التأسيسية في قالب ديكارت، يجب قبول التجارب الدينية باعتبارها توفر معرفة أساسية صحيحة عن الله.
يجادل ألستون أنه إذا كانت مجموعات الممارسات المستخدمة لتشكيل المعتقدات تنتج استنتاجات متماسكة مع مرور الوقت داخلياً، ومع ممارسات تشكيل المعتقدات الأخرى، فينبغي قبولها. ويجادل بأن هذه هي الطريقة الوحيدة التي تبرر بها معتقداتنا العادية، وأنه بنفس المعايير، هناك ما يبرر الاعتقاد القائم على الخبرة الدينية.

## قراءات لاحقة
- ويليام ألستون، إدراك الله: نظرية المعرفة للتجربة الدينية، مطبعة جامعة كورنيل: 1991 ((ردمك 978-0-8014-8155-0))
- إيان بربور، الدين والعلوم، SCM: 1998 ((ردمك 0-334-02721-7)).
- كارولين فرانكس ديفيس، قوة الإثبات للتجربة الدينية ، الجامعة الأمريكية المفتوحة: 2004 ((ردمك 0-19-825001-0)).
- جوزيف هينمان، أثر الله: أمر عقلاني للإيمان ((ردمك 978-0-9824087-3-5)).
- كاي مان كوان، «الحجة من التجربة الدينية» في دليل بلاكويل إلى اللاهوت الطبيعي.
- جون بولكينجهورن، إيمان فيزيائي، مطبعة القلعة: 1996 ((ردمك 978-0800629700))، والإيمان بالله في عصر العلم ، YUP: 1998 ((ردمك 9780300072945)).
- ريتشارد سوينبرن، وجود الله ، الجامعة الأمريكية المفتوحة: 2004 (الطبعة الثانية) ((ردمك 0-19-927168-2)) وهل هناك إله؟ ، OUP: 1996 ((ردمك 0-19-823545-3)).
- توم رايت، مسيحي ببساطة، هاربر كولينز: 2010 ((ردمك 9780061920622)) (esp. الفصل 2، «الربيع الخفي»).
- Yandell، Ketih E. (1994)، The Epistemology of Religious Experience، Cambridge University Press، ISBN:978-0-521-47741-3